# Giovanni Moriggia
Giovanni Moriggia (Caravaggio, 29 febbraio 1796 – Caravaggio, 21 giugno 1878) è stato un nobile e pittore italiano.

## Biografia

### Il periodo giovanile e la frequentazione di Giuseppe Diotti
Il pittore era figlio di Giacomo Moriggia e Margherita Cattaneo, imparentati con famiglie caravaggine piuttosto benestanti; frequentò gli studi ginnasiali a Bergamo fino all'età di sedici anni. Più o meno in questo periodo incontrò il pittore casalese Giuseppe Diotti, recatosi a Caravaggio per restaurare gli affreschi di Nicola Moietta e Bernardino Campi nella cappella bramantesca della chiesa dei Santi Fermo e Rustico. Colpito dalla perizia del giovane, Diotti lo iscrisse all'Accademia Carrara di Bergamo.
La presenza di Moriggia all'Accademia è documentata il 12 gennaio 1813; nel 1816 conseguì un "primo premio in pittura", e nel 1821 risultava ancora allievo dell'istituto. All'interno dell'Accademia Moriggia ricevette gli insegnamenti dello stesso Diotti, improntati al neoclassicismo, nonostante il Romanticismo stesse facendo breccia proprio in quegli anni nell'ambiente culturale milanese.
La prima opera importante di Giovanni Moriggia, se si escludono alcuni ritratti, è un affresco per il portale della chiesa dei Santi Fermo e Rustico della sua nativa Caravaggio, raffigurante appunto la Vergine col Bambino davanti ai santi Fermo e Rustico.
Risale al 1821 l'interessante Autoritratto di casa Baruffi.

### I soggiorni a Roma e Cremona

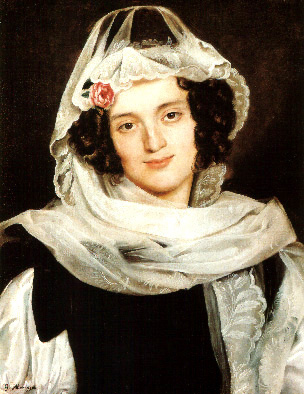
Ritratto di Giulia Fusi Manusardi di Giovanni Moriggia

Non più tardi del 1821 Giovanni Moriggia si recò a Roma per un concorso, da cui dipendeva il suo soggiorno di perfezionamento; nella capitale frequentò l'Accademia di via Bonelli, che gli permise di proseguire il percorso pittorico iniziato a Bergamo. Moriggia godette dell'amicizia del cardinale Angelo Mai, bergamasco come lui, ed il principe Vidoni, di Cremona.
Dopo aver lavorato a numerosi ritratti e varie composizioni, tra cui una tela commissionatagli per il Santuario di Caravaggio, nel 1825 il pittore rientrò nella sua città natale in compagnia del Vidoni. La sua presenza è testimoniata dal Ritratto di Giulia Fusi Manusardi del 1829; poco dopo Moriggia si trasferì a Cremona, ove rimase fino al 1834. Secondo la testimonianza dell'architetto Carlo Bedolini, suo grande amico, Moriggia trascorse a Cremona i più bei giorni di sua gioventù. Risalgono a questo periodo numerosissimi ritratti.
Documenti scarni testimoniano, durante il periodo cremonese, due brevi parentesi a Parigi e a Parma.

### La fuga in Svizzera
Quando, nel giugno 1834, il caro amico Tentolini, fondatore della Giovine Italia di Cremona, fu costretto a fuggire, allo stesso Moriggia, di simpatie liberali e mazziniane, fu consigliato di lasciare la città. Egli si rifugiò a Caravaggio e quindi a Bergamo, ospite di una famiglia locale; in seguito raggiunse Lugano, spacciandosi per carrettiere, e Basilea, grazie alla preziosa collaborazione di Carlo Bartolomeo Romilli, futuro vescovo di Cremona ed arcivescovo di Milano.
Due ritratti di famiglia sono tuttora visibili nella pinacoteca cittadina di Basilea; una Diana con le ninfe sorpresa da Atteone risulta invece andata perduta.

### Il rientro a Milano
Moriggia lasciò Basilea approfittando dell'amnistia concessa dall'imperatore Ferdinando I, e rientrò in Italia nel 1837, iniziando un periodo di produzione intensa e felice; ci è pervenuta una sua lettera del 3 maggio 1839 inviata da Milano, in cui chiedeva un visto per raggiungere nuovamente la Svizzera. Non risultano tuttavia, dal suo rientro in patria alla sua morte, viaggi all'estero significativi.
Nel 1843 l'artista, stabilitosi a Milano, espose a Brera la sua opera Guglielmo Tell riconosce Alberto d'Austria. L'anno successivo affrescò una Deposizione per l'abside della nuova chiesa annessa al cimitero di Caravaggio ed una Apparizione della Vergine a Giannetta Vacchi per la chiesa di San Fermo e Rustico, cui aveva già lavorato.

### I lavori al Santuario di Caravaggio
Fra il 1844 ed il 1847 il Moriggia si dedicò interamente ai quattro pennacchi della cupola del Santuario di Caravaggio, raffiguranti le vicende bibliche di Ruth, Abigail, Ester e Giuditta; in questo periodo, pur continuando a risiedere a Milano, egli sostava frequentemente nella città natale, presso parenti ed amici. Particolarmente soddisfatta, la committenza incaricò Moriggia di occuparsi anche delle corone della cupola del Santuario, per le quali egli realizzò, fra il 1851 ed il 1854, una Gloria della Trinità ed una Apoteosi della Mare di Dio.
Il 23 febbraio 1859 fu Moriggia stesso, tramite una lettera, a chiedere all'Amministrazione del Santuario di essere incaricato di occuparsi degli affreschi del transetto; ricevuta la commissione, iniziò subito a realizzare i quattro Episodi della vita della Vergine. Tra il 1859 ed il 1862 ebbero termine i lunettoni.

### Il periodo caravaggino e la morte
A partire dal 1862 la produzione di Giovanni Moriggia iniziò a decrescere; il pittore era affetto da problemi di vista e, successivamente, da una paralisi. Negli anni 1870 non fu più in grado di lasciare la propria abitazione; spirò nel 1878.